# تازه‌آباد بزن قران
تازه‌آباد بزنقران، روستایی از توابع بخش حسین آباد شهرستان سنندج در استان کردستان ایران است.

## جمعیت
این روستا در دهستان حسین آبادشمالی قرار دارد و براساس سرشماری مرکز آمار ایران در سال ۱۳۸۵، جمعیت آن ۳۶۵ نفر (۷۵خانوار) بوده‌است.